# K.H. Würtz
K. H. Würtz er en keramikvirksomhed, der ligger i Hatting i Jylland. Virksomheden er drevet af Kasper Heie Würtz. KH. Würtz har designet keramik til bl.a. gourmetrestauranter i Danmark og internationalt. Bl.a. Noma og Geranium.

## Historie og nøglepersoner
Aage Würtz startede som keramiker i 1970'erne og blev inspireret og påvirket af Bernard Leachs Studio pottery-bevægelse, som et håndlavet alternativ til masseproduktion.
I begyndelsen af 2000erne startede Aage og Kasper Würtz et keramikværksted op. Værkstedet fik sit store gennembrud da Noma begyndte at anvende deres service i 2006.
Kasper Würtz har lært sig keramikhåndværket (uddannet i dansk litteratur) og står i dag for K.H. Würtzs forbindelse til kokke og restauranter om at udvikle specialdesignet bordservice. Kasper er, på nuværende tidspunkt, ejer af K. H. Würtz.

### Retssager

#### Mod Christian Bitz
Virksomheden var i 2016 involveret i en meget omtalt retssag angående mulig kopiering af deres design.
I 2016 lancerede Christian Bitz et spisestel. Det fik K. H. Würtz til at lægge sag an mod Bitz' grossist F&H A/S. Sagen endte med at Bitz blev dømt for at kopiere Würtz' keramik.

#### Mod Coop
COOP anvendte fra 2012 K. H. Würtz service, tallerkener og skåle som regi/baggrund på emballage uden tilladelse. 18. december 2018 afgjorde Højesteret, at K. H. Würtzs keramik er beskyttet af ophavsret. Dommen er principiel da Højesteret i samme sag afgjorde, at der ikke er kutyme for brug som regi, der begrænser en designers rettigheder.